# Oligopleurus esocinus
Oligopleurus esocinus è un pesce osseo estinto, appartenente agli attinotterigi. Visse nel Giurassico superiore (Kimmeridgiano, circa 155 - 150 milioni di anni fa) e i suoi resti fossili sono stati ritrovati in Europa.

## Descrizione
Questo pesce era di dimensioni medio - grandi, e poteva raggiungere i 45 centimetri di lunghezza. Possedeva un corpo affusolato ma abbastanza compatto, ma l'aspetto generale ricordava vagamente quello di un luccio (gen. Esox) a causa della testa lunga terminante in un muso ancor più allungato. Le ossa frontali erano molto lunghe e strette nella regione preorbitale e orbitale, mentre il mesetmoide era ampio e le orbite in generale erano in posizione arretrata. Premascella e mascella erano prive di denti, mentre la mandibola era leggermente prognata e dotata di denti. Quest'ultima si articolava con l'osso quadrato davanti all'orbita; era inoltre presente un processo coronoide. I canali sensoriali sopraorbitali e otici erano in continuità, ed era inoltre presente un piccolo canale sensoriale sul preopercolo ornato da numerosi canalicoli secondari allungati.
La pinna dorsale e la pinna anale erano di piccole dimensioni, di forma triangolare e arretrate, poste più o meno opposte l'una all'altra. Erano presenti fulcri frangiati sulle pinne dispari; la pinna caudale era bilobata con lobi pressoché uguali. Lo scheletro caudale era primitivo per un neotterigio. I centri vertebrali della coda erano ossificati, molto numerosi e molto arretrati nel lobo dorsale della pinna. Gli ipurali erano numerosi e molto stretti, disposti anch'essi molto arretrati nel lobo dorsale. Le spine neurali erano lunghe e sottili, passando senza transizione a quelle uroneurali, appena più corte ma via via più piccole verso la fine dell'asse vertebrale. C'era una serie di sei o sette epurali lunghi e sottili; in generale, lo scheletro caudale ricorda quello degli Amiiformes e dei Lepisosteiformes. Le scaglie erano grandi e cicloidi. 

## Classificazione
Oligopleurus è un pesce attinotterigio di incerta classificazione. È stato a lungo incluso nel gruppo eterogeneo (e polifiletico) dei folidoforiformi alla base dei teleostei, ma alcune caratteristiche arcaiche hanno spinto alcuni studiosi ad avvicinarlo agli olostei. In particolare, Oligopleurus è stato attribuito con qualche incertezza al gruppo degli Ionoscopiformes, un gruppo di pesci alecomorfi affini agli amiiformi.
Oligopleurus esocinus venne descritto per la prima volta nel 1850 da Thiolliere, sulla base di resti fossili provenienti dalla zona di Cerin, in Francia, in terreni risalenti al Kimmeridgiano.